# 페데리코 펠루소
페데리코 펠루소(이탈리아어: Federico Peluso, 1984년 1월 20일 ~ )는 이탈리아의 전 축구 선수이다.

## 선수 경력
펠루소는 로마에 있는 ASD 페트리아나에서 선수경력을 시작했다. 그는 후에 라치오로 갔지만, 나중에 방출이 된다.
2001년, 그는 프로 베르첼리로 이적하여 세 시즌을 전 경기 출장한다. 2004년 여름에는 테르나나로 이적하여 두 시즌을 소화한다. 그 이후에 알비노레페로 이적하여 팀의 승격을 돕는다.
2009년 1월에 카라모코 시세와 선수 교환을 통해 아탈란타로 이적되었다.
2009년 3월 8일, 펠루소는 AC 밀란을 상대로 세리에 A 데뷔전을 치렀다. 같은해 10월 25일에는 파르마를 상대로 1부리그 첫 골을 터트렸다.
2013년 1월 3일, 펠루소는 임대 기간 종료후 영구이적 조건이 달린 유벤투스로 6개월간 임대를 떠났다. 2013년 6월 1일, 유벤투스는 아탈란타에게 480만 유로를 주고 페데리코를 영입했음을 알렸다. 그는 2012-13 시즌 후반기를 비안코네리에서 임대 생활을 했고, 충분한 활약을 펼쳐 2017년 6월까지 계약을 연장해냈다. 2013-14 시즌이 종료하고 사수올로가 펠루소를 완전 영입했음을 발표했다.

## 국가대표팀 경력
아탈란타에서 인상적인 활약을 펼친후인 2012년 8월 10일에 펠루소는 그의 팀 동료들(안드레아 콘실리, 마놀로 가비아디니, 에제키엘 스켈로토)과 함께 체사레 프란델리 감독이 이끄는 이탈리아 축구 국가대표팀에 소집되었다. 5일후, 그는 잉글랜드와의 친선전에서 대표팀 데뷔 경기를 치렀다. 9월 11일에 몰타전에서 국가대표팀 데뷔골을 넣었다.

### 국가대표팀 득점
| #  | 날짜            | 경기장                                     | 상대팀 | 득점 | 경기결과 | 유형                              |
| -- | --------------- | ------------------------------------------ | ------ | ---- | -------- | --------------------------------- |
| 1. | 2012년 9월 11일 | 이탈리아 모데나 스타디오 알베르토 브랄리아 | 몰타   | 2–0  | 2–0      | 2014년 FIFA 월드컵 유럽 지역 예선 |

## 수상 경력
아탈란타
- 세리에 B (1): 2010-11

유벤투스
- 세리에 A (2): 2012–13, 2013–14